# Fluoborite
La fluoborite est un minéral borate de formule chimique de Mg3(BO3)(F,OH)3. Son nom vient de ses principaux composants chimiques, le fluor et le bore. Elle a été décrite pour la première fois en 1926. 
Le système cristallin de la fluoborite est hexagonal, ce qui signifie qu’il possède un axe de rotation sextuple et possède également un plan miroir perpendiculaire à l’axe c. La fluoborite est uniaxe, comme tous les autres minéraux hexagonaux, — « uniaxial » ou « uniaxe » signifie qu’il n’a qu’un seul axe optique —, anisotrope et biréfringente. Son relief est faible.
Les trois environnements principaux dans lesquels on trouve la fluoborite sont :
- les skarns développés dans les roches métamorphisées riches en bore et en magnésium,
- les marbres métamorphisés par contact
- et les gisements de magnétite métasomatiques par contact[5].

Elle a deux principales localités types : la mine Tall, Kallmora, à Norberg, dans le Västmanland, en Suède — mine de fer située dans un gisement de magnétite métasomatique de contact —, et la mine Huerta del Vinagre, en Espagne. 
La fluoborite est associée à la ludwigite, la chondrodite, la magnétite et la calcite dans l'occurrence de la mine de Tall (Tallgruvan), en Suède. Elle se forme avec la mooréite, la willémite, la fluorine, l'hydrozincite, la pyrochroïte, la zincite et la rhodochrosite dans le mont Sterling dans le New Jersey. La base de données minéralogiques Mindat.org lui dénombre jusqu'à 58 gisements dans le monde.